# 334 v. Chr.
Portal Geschichte | Portal Biografien | Aktuelle Ereignisse | Jahreskalender | Tagesartikel

◄ |
5. Jahrhundert v. Chr. |
4. Jahrhundert v. Chr. |
3. Jahrhundert v. Chr. |
►

◄ | 350er v. Chr. | 340er v. Chr. | 330er v. Chr. | 320er v. Chr. |
310er v. Chr. |
►

◄◄ | ◄ | 337 v. Chr. | 336 v. Chr. | 335 v. Chr. | 334 v. Chr. |
333 v. Chr. |
332 v. Chr. |
331 v. Chr. |
► |
►►

## Ereignisse

### Alexanderzug

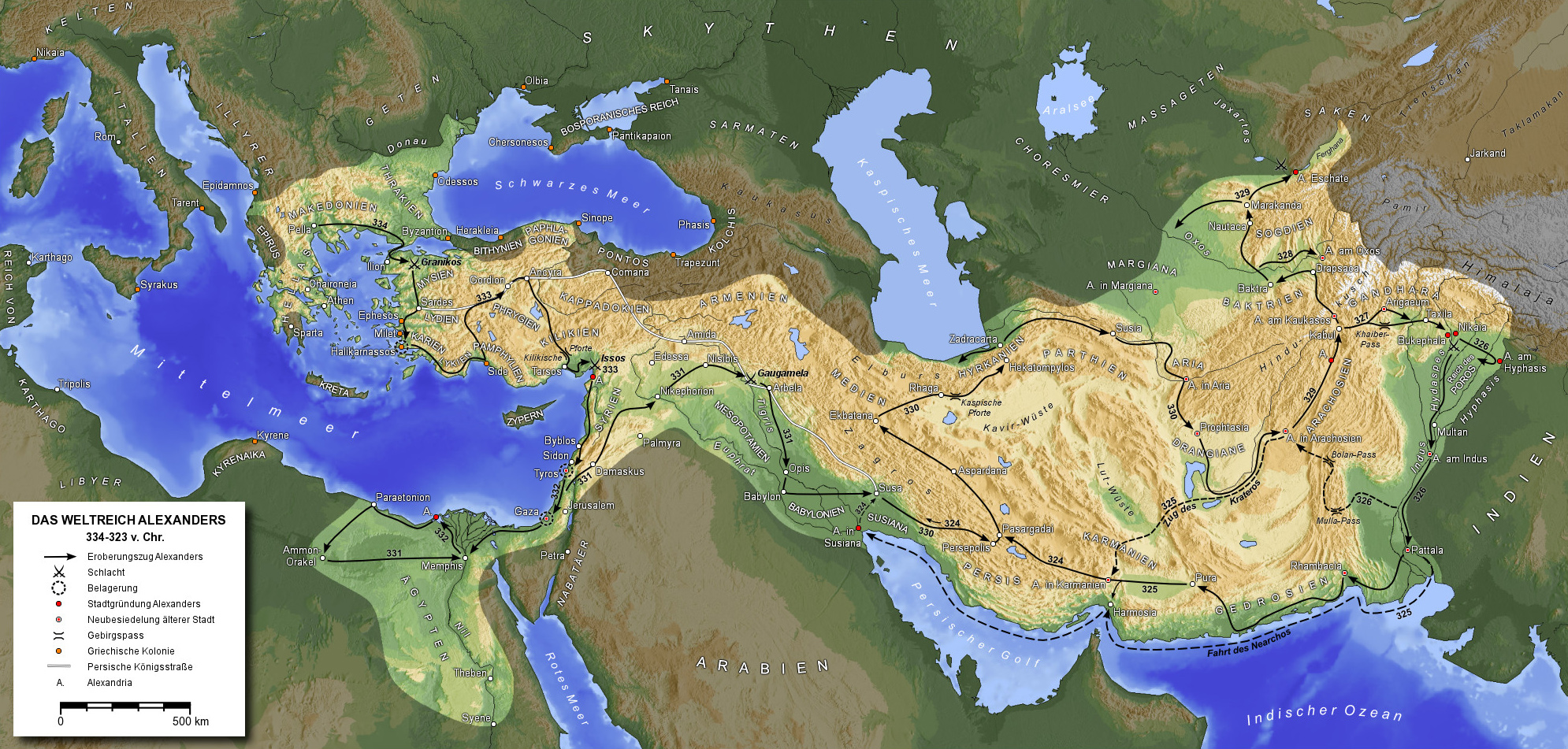
Der Feldzug Alexanders des Großen bis 324 v. Chr.

Im Frühjahr beginnt Alexander der Große den schon von seinem Vater Philipp II. geplanten Persienfeldzug mit 5.000 Reitern und 30.000 Mann Fußvolk und siegt im Mai in der Schlacht am Granikos über die Perser unter Memnon von Rhodos. Alexander besucht Troja und opfert am Grab des Achilleus. Er zieht kampflos in Sardes ein und wendet sich nach Milet, das vom dortigen Satrapen verteidigt wird, aber in einer kombinierten Operation mit der makedonischen Flotte (160 Schiffe) unter Nikanor erobert werden kann.
Dann folgt die verlustreiche und langwierige Belagerung von Halikarnassos, wohin sich Memnon zurückgezogen hat, die ebenfalls mit der Eroberung durch Alexanders Truppen endet. Karien gewinnt Alexander für sich, indem er Ada, die Tochter des letzten Satrapen, als Statthalterin der Gegend einsetzt, während er Lykien und Pamphylien, das er in der Folge durchzieht, Nearchos zur Verwaltung übergibt.

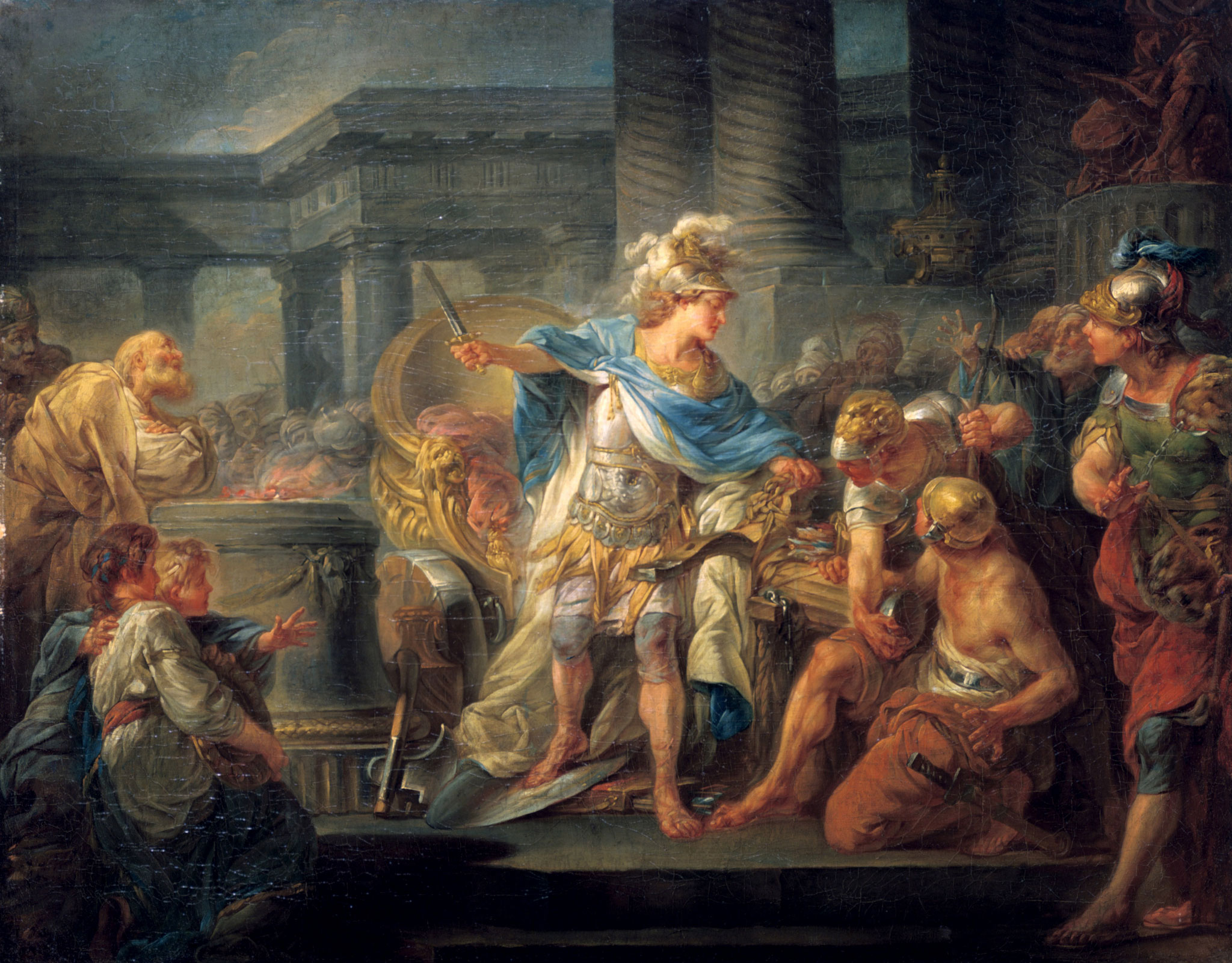
Alexander der Große durchtrennt den Gordischen Knoten, Gemälde von Jean-Simon Berthélemy (1743–1811)

Ende des Jahres trifft Alexander von Süden kommend in Gordion in Zentralanatolien ein, während sein Feldherr Parmenion den direkten Weg von Ionien ostwärts nimmt. In Gordion soll Alexander den Gordischen Knoten mit dem Schwert durchhauen haben; einer Legende zufolge sollte dem die Herrschaft über Asien zufallen, der den Knoten lösen würde.

### Westliches Mittelmeer
- Fertigstellung der Via Latina, der ältesten römischen Heeresstraße.

### China
- Zeit der Streitenden Reiche: Der Staat Chu annektiert das Gebiet von Yue an der Mündung des Jangtsekiang.

## Gestorben
- Arsites, persischer Satrap
- Mithrobuzanes, persischer Satrap
- Neoptolemos, makedonischer Überläufer
- Ptolemaios, Leibwächter Alexanders des Großen
- Spithridates, persischer Satrap